# آنخلا کرمونته
آنخلا کرمونته (اسپانیایی: Ángela Cremonte‎؛ زادهٔ ۳ آوریل ۱۹۸۵ یا ۱۹۸۲) بازیگر آرژانتینی‌تبار اهل اسپانیا است.
از فیلم‌ها یا برنامه‌های تلویزیونی که وی در آنها نقش داشته‌است می‌توان به نابرده رنج، گنج میسر نمی‌شود، شراب کهنه، کارلوس، پادشاه امپراتور، مردان پاکو، افسانه هیسپانیا و دختران تلفنچی اشاره کرد.